# Grafenau, Freyung-Grafenau

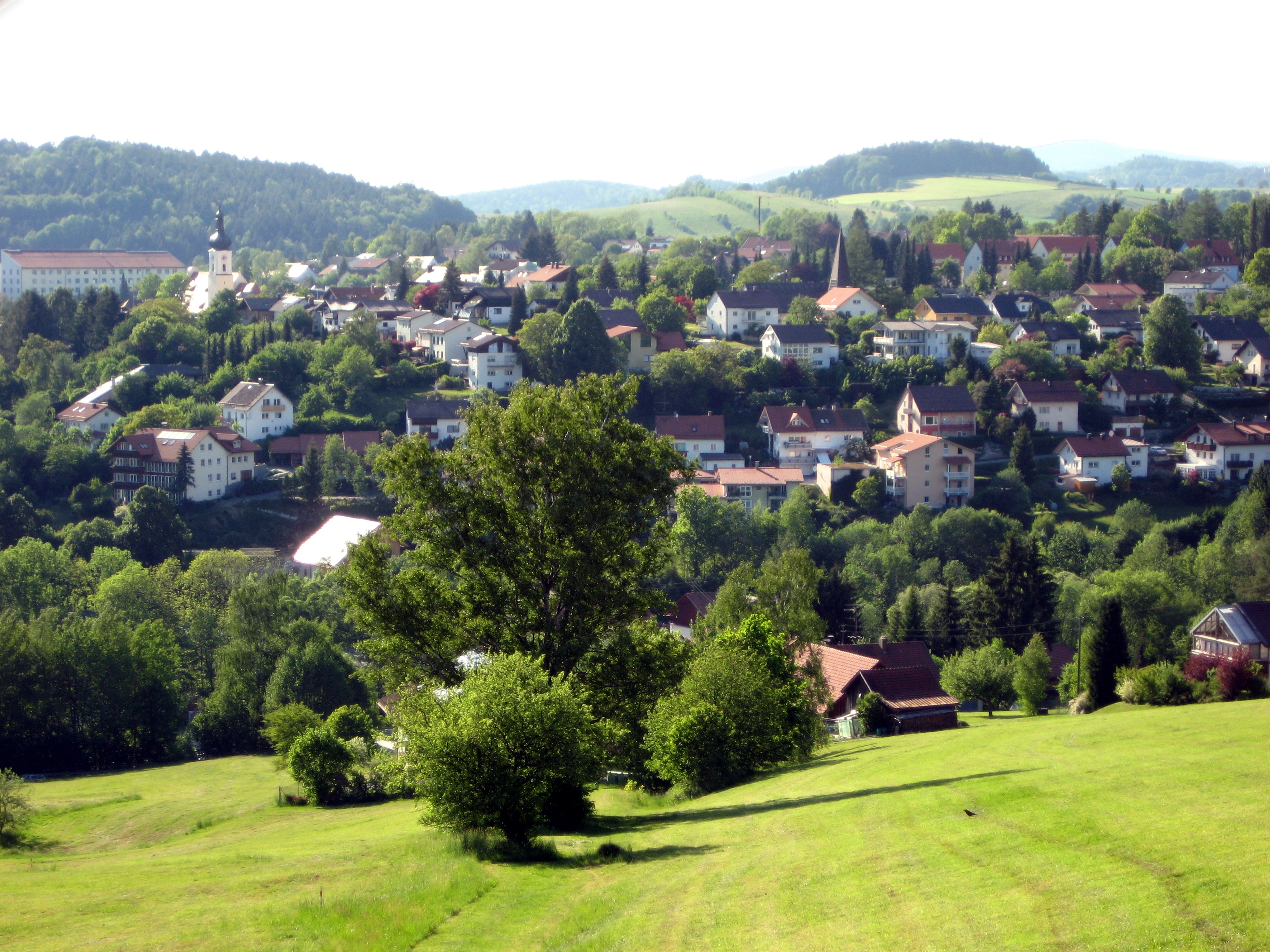
Grafenau

Grafenau là một town in the Freyung-Grafenau district, trong bang Bayern, nước Đức. Đô thị Grafenau, Freyung-Grafenau có diện tích 63,79 km², dân số thời điểm 31 tháng 12 năm 2006 là 8829 người. Grafeau nằm ở trong rừng Bayern, 32 km về phía bắc Passau.